# Botič
De Botič is een 32,8 kilometer lange rivier in Tsjechië. 21 kilometer van de rivier stroomt binnen de Tsjechische hoofdstad Praag, waar ook de monding in de Moldau ligt. De rivier is een voor watersporters aantrekkelijke Meanderbeek.